# Río Mira (Portugal)
El río Mira es un río del suroeste de la península ibérica que transcurre íntegramente por Portugal.

## Curso
El Mira nace en Sierra de Caldeirão a una altitud de 470 m, y discurre por unos 145 km antes de desembocar en el océano Atlántico cerca de Vila Nova de Milfontes. Es de los pocos ríos de Portugal que corre de sur a norte, como el río Sado.
La cuenca del río Mira tiene una superficie total de 1600 km². Al norte limita con la cuenca del río Sado; al sur, con la de los arroyos de la sierra de Monchique; en la zona oriental, con la cuenca del río Guadiana; y con la costa al oeste. Entre los principales afluentes del Mira destaca el río Torgal.
El valle del río Mira desde Odemira hasta la desembocadura discurre por el Parque natural del Suroeste Alentejano y Costa Vicentina.
En su ribera se halla Odemira, el municipio más grande de Portugal.

## Etimología
Dado que el origen de su nombre es anterior al dominio romano en la zona, se cree que el nombre Mira puede tener el mismo origen celta o precelta que el de la ciudad vieja de Miróbriga (cuna de la actual ciudad de Santiago do Cacém), cuyas ruinas se encuentran a 32 kilómetros al norte. Se sabe que en el panteón de las tribus locales (llamadas Celtici por los romanos) había un dios al que se hacía devoción para proteger las aguas, cuyo nombre era Mirobieus.

## Fuente
- Esta obra contiene una traducción  derivada de «Rio Mira» de Wikipedia en portugués, publicada por sus editores bajo la Licencia de documentación libre de GNU y la Licencia Creative Commons Atribución-CompartirIgual 4.0 Internacional.